# Freetown City F.C.
Câu lạc bộ bóng đá Freetown City, từng được biết đến với cái tên Freetown United, là câu lạc bộ bóng đá Sierra Leone thành lập tại Freetown, Sierra Leone. Câu lạc bộ hiện đang thi đấu tại Sierra Leone National First Division, hạng 2 trong hệ thống các giải bóng đá tại Sierra Leone. Freetown United đã từng là một trong những câu lạc bộ bóng đá lớn nhất tại Sierra Leone trong thập niên 1960 và 1970.

## Danh hiệu
- Vô địch Giải Ngoại hạng Quốc gia Sierra Leone: 1

1989

## Thành tích tại CAF
- Cúp vô địch các câu lạc bộ châu Phi: 1 lần

1990: Vòng 1